# ليون كوزوفسكي
```

```

ليون كوزوفسكي ( 
تُلفظ بالبولندية: ‎[ˈlɛɔn kɔˈzwɔfskʲi]‏  6 يونيو 1892 - 11 مايو 1944) عالم آثار بولندي ، ماسوني وسياسي شغل منصب رئيس وزراء بولندا من 1934 إلى 1935 ، قبل إدانته وحُكم عليه بالإعدام بتهمة الخيانة العظمى خلال الحرب العالمية الثانية .

## سيرة شخصية
ولد ليون كوزوفسكي في عام 1892 وقبل عام 1914 انتقل مع عائلته إلى لوو في غاليسيا (الآن لفيف ، أوكرانيا ) ، حيث التحق بالجامعة ، كما انضم إلى اتحاد البنادق ورابطة الشباب التقدمي . بعد اندلاع الحرب العظمى ، انضم إلى جحافل جوزيف بيلسيدسكا البولندية ، حيث خدم في الفوج الأول. بعد أزمة القسم عام 1917 ، التحق بالمنظمة العسكرية البولندية ونظم كوادر الجيش البولندي في المستقبل.
عندما استعادت بولندا استقلالها في عام 1918 ، تطوع كوزوفسكي لصالح الجيش البولندي وخدم بامتياز خلال الحرب البلشفية البولندية . بعد ذلك تم تسريحه وعاد إلى لوو ، حيث أكمل دراسته في جامعة جان كازيميرز . في عام 1921 أصبح أستاذًا هناك ورئيسًا لكلية ما قبل التاريخ . شغل هذا المنصب بين عامي 1921 و 1931 ثم مرة أخرى بين عامي 1935 و 1939. كان أيضًا ناشطًا في العديد من المنظمات الاجتماعية والسياسية ، بما في ذلك جمعية إصلاح الجمهورية . على هذا النحو ، بعد الانقلاب العسكري في عام 1928 ، شارك في حركة BBWR وفي نفس العام تم انتخابه في مجلس النواب . شغل منصب عضو في البرلمان حتى عام 1935 ، عندما تم اختياره لعضوية مجلس الشيوخ في بولندا .
خلال مسيرته السياسية شغل العديد من المناصب في العديد من الحكومات بقيادة حركة Sanacja . كان مسؤولاً عن إنشاء معسكر الاعتقال في بيريز كارتوسكا . بين عامي 1930 و 1935 كان وزيرا للإصلاحات الزراعية. في الوقت نفسه ، بين عامي 1932 و 1933 ، كان وزيراً للخارجية وأخيرًا ، في 15 مايو 1934 ، أصبح كوزوفسكي رئيس وزراء بولندا . شغل هذا المنصب حتى 28 مارس 1935 ، عندما تم استبداله بقي كوزوفسكي سياسي نشط لبعض الوقت. كان ينظر إليه كممثل للجزء اليساري ومع ذلك ، فقد الأخير السباق ، حيث استأنف مناصبه في الجامعة. في عام 1937 .
بعد الحرب الدفاعية البولندية في عام 1939 واندلاع الحرب العالمية الثانية ، بقي ليون كوزوفسكي في لوو ، حيث تم اعتقاله من قبل NKVD . قضى ما يقرب من عامين في سجون سوفيتية مختلفة ، وأخيراً حكم عليه بالإعدام بسبب «السلوك المعادي للسوفيات». ومع ذلك ، بعد اتفاق سيكورسكي-مايسكي لعام 1941 ، أُطلق سراحه وسافر إلى بوزولوك ، حيث حاول الانضمام إلى الجيش البولندي الذي شكله الجنرال ووديساو أندرس . بسبب ماضيه السياسي ، تم رفضه. ثم غادر المعسكر العسكري وبدأ رحلته الطويلة بطول 1000 ميل غربًا ، برفقة ضابط واحد ، ينوي الانضمام إلى الألمان.
أرسلته السلطات الألمانية إلى برلين. أثناء وجوده ، شارك في محادثات مع السلطات النازية ، التي رأت أنه متعاون محتمل ، وحليف في كسب البولنديين للقضية الألمانية. من المؤكد أنه في عام 1943 تم إرساله إلى موقع مذبحة كاتين كواحد من الخبراء الذين أحضرتهم السلطات الألمانية إلى الموقع. كما تعاون مع الدعاية الألمانية في قتالهم الأيديولوجي مع السوفييت.
في برلين ، أصيب ليون كوزوفسكي في إحدى غارات الحلفاء على العاصمة الألمانية. توفي متأثرا بجراحه في 11 مايو 1944.